# Телякей-Кубово
Телякей-Кубово (баш. Теләкәй-Ҡобау) — деревня в Буздякском районе Башкортостана, относится к Канлы-Туркеевскому сельсовету. 

## Население
| 2002 | 2009 | 2010 |
| ---- | ---- | ---- |
| 52   | ↗54  | ↘44  |

Согласно переписи 2002 года, преобладающая национальность — башкиры (100 %).

## Географическое положение
Расстояние до:
- районного центра (Буздяк): 30 км,
- центра сельсовета (Канлы-Туркеево): 10 км,
- ближайшей ж/д станции (Буздяк): 30 км.

## Улицы
- Садовая
- Родниковая
- Центральная